# Градски Балдовци
Градски Балдовци (мкд. Градско Балдовци) су насеље у Северној Македонији, у југоисточном делу државе. Градски Балдовци су насеље у оквиру општине Струмица.

## Географија
Градски Балдовци су смештени у југоисточном делу Северне Македоније. Од најближег града, Струмице, насеље је удаљено 2 km источно, па је оно данас предграђе.
Насеље Градски Балдовци се налази у историјској области Струмица. Насеље је положено у југозападном делу Струмичког поља. Сеоски атар је равничарски и цео под ратарским културама. Надморска висина насеља је приближно 230 метара. 
Месна клима је блажи облик континенталне због близине Егејског мора (жарка лета).

## Становништво
Градски Балдовци су према последњем попису из 2002. године имали 755 становника.
Већинско становништво у насељу су етнички Македонци (100%).
Претежна вероисповест месног становништва је православље.